# Comuna Gighera, Dolj
Gighera este o comună în județul Dolj, Oltenia, România, formată din satele Gighera (reședința), Nedeia și Zăval.
| Adresa:           | Comuna Gighera, str. Principală nr. 184 |
| Localitatea:      | Gighera                                 |
| Judet:            | Dolj                                    |
| Tara:             | Romania                                 |
| Cod postal:       | 207285                                  |
| Telefon:          | 0251-353011                             |
| Fax:              | 0251-353011                             |
| URL:              | http://www.comunagighera.ro/            |
| Adresa de e-mail: |                                         |

## Demografie
Componența etnică a comunei Gighera
     Români (77,72%)
     Romi (15,87%)
     Alte etnii (0%)
     Necunoscută (6,42%)
Componența confesională a comunei Gighera
     Ortodocși (91,34%)
     Baptiști (1,31%)
     Alte religii (0,86%)
     Necunoscută (6,48%)
Conform recensământului efectuat în 2021, populația comunei Gighera se ridică la 2.899 de locuitori, în scădere față de recensământul anterior din 2011, când fuseseră înregistrați 3.131 de locuitori. Majoritatea locuitorilor sunt români (77,72%), cu o minoritate de romi (15,87%), iar pentru 6,42% nu se cunoaște apartenența etnică. Din punct de vedere confesional, majoritatea locuitorilor sunt ortodocși (91,34%), cu o minoritate de baptiști (1,31%), iar pentru 6,48% nu se cunoaște apartenența confesională.
Date istorice. (după Laugier H. Charles, Sănătatea în Dolj, Monografie sanitară, ediția 2, 2010)
Nu se stie originea numelui. Unii locuitori zic că ar provenii de la „jiglă” alții de la „Jiu”, în unire cu numele bărbătesc de Gherea.
Comuna este asezată pe actualul loc din 1837-38, căci până la această dată era așezată mai spre sud cu un km, în locul numit azi Săliște. Mutarea a fost cauzată de nisipurile zburătoare.
In vechime forma un sat cu numele Nedeița, ce exista chiar în anul 1672. Nu se știe de când datează schimbarea numelui de Nedeița în Gighera.
((Numele se constată în cartea de hotărnicie a moșiei Gângiova, Comoșteni, Gighera, intocmită de inginerul hotarnic A.T.Robertescu, in 1885, unde la titlul „actele proprietății”, sub pct 1 se pomenește numele de Nedeița, după actul de danie făcut de Domnitorul Grigore Ghica, mânăstirei Sadova, Tot în această carte, numirea de Nedeița apare intr-un act de schimb făcut in anul 7217 (adică 1709), mai 1, între Constantin Brâncoveanu Voevod și Egumenul Mânăastirii Sadova. Moșia Gighera se anexează deci domeniului Brâncovenesc Gângiova, iar Sadova aparține de aici mînăstirii))
Din vechime, la această comună, spre sud la Dunăre, a existat schela Copanița, unde se incarcă diferite cereale pentru export. (Copanița este numele ostrovului din dreptul comunei).
La recensământul din 1900 comuna (localitatea) număra 1426 suflete, din care 714 bărbați și 712 femei.
Erau 258 locuințe, din care 38 bordee, toate cu o încăere, cu un cubaj de 27 mc, 162 case de pământ bătut, cu mai multe incăperi și un cubaj de 30 mc, 58 case de lemn cu două incăperi și un cubaj de 29 mc și 16 case de zid cu un cubaj de 40 mc.
Școala era intr-un local construit din cărămidă, acoperită cu tablă de fier, avea 2 săli de cursuri, una cu cubajul de 138 mc, frecventata de 120 elevi și alta cu cubajul de 68 mc frecventată de 51 elevi.
Despre, satul aparținător Nedeia se scrie că „își trage numele de la Cetatea Nedeia, înființată se zice de fenicieni” și ..aflata in locul numit Marmurele, după nume unei bălți mai mici decât balta mare (balta Nedeia). Pe teritoriul acestei localități, la punctul numit „Gura Gârlei Nedeia, lângă Dunăre, există niște lucrări de apărare făcute de armata Română în timpul războiului din 1877-1878, numite de locuitori „la baterii”.

## Politică și administrație
Comuna Gighera este administrată de un primar și un consiliu local compus din 11 consilieri. Primarul, Emanuel Tudor[*], de la Partidul Social Democrat, este în funcție din 1 noiembrie 2024. Începând cu alegerile locale din 2024, consiliul local are următoarea componență pe partide politice:
|  | Partid                          | Consilieri | Componența Consiliului | Componența Consiliului | Componența Consiliului | Componența Consiliului | Componența Consiliului | Componența Consiliului | Componența Consiliului | Componența Consiliului | Componența Consiliului |
|  | ------------------------------- | ---------- | ---------------------- | ---------------------- | ---------------------- | ---------------------- | ---------------------- | ---------------------- | ---------------------- | ---------------------- | ---------------------- |
|  | Partidul Social Democrat        | 9          |                        |                        |                        |                        |                        |                        |                        |                        |                        |
|  | Alianța pentru Unirea Românilor | 1          |                        |                        |                        |                        |                        |                        |                        |                        |                        |
|  | Partidul Național Liberal       | 1          |                        |                        |                        |                        |                        |                        |                        |                        |                        |

## Personalități născute aici
- Nicolae Negrilă (n. 1954), fotbalist la Echipa națională de fotbal a României și la Universitatea Craiova.